# Soriano-Pedroso
Soriano-Pedroso fue una marca de automóviles en los años 20. Construidos por los aristócratas españoles José Luis de Pedroso y Ricardo Soriano en Biarritz (Francia), por este último hecho se suele considerar a la marca como francesa.

## Historia

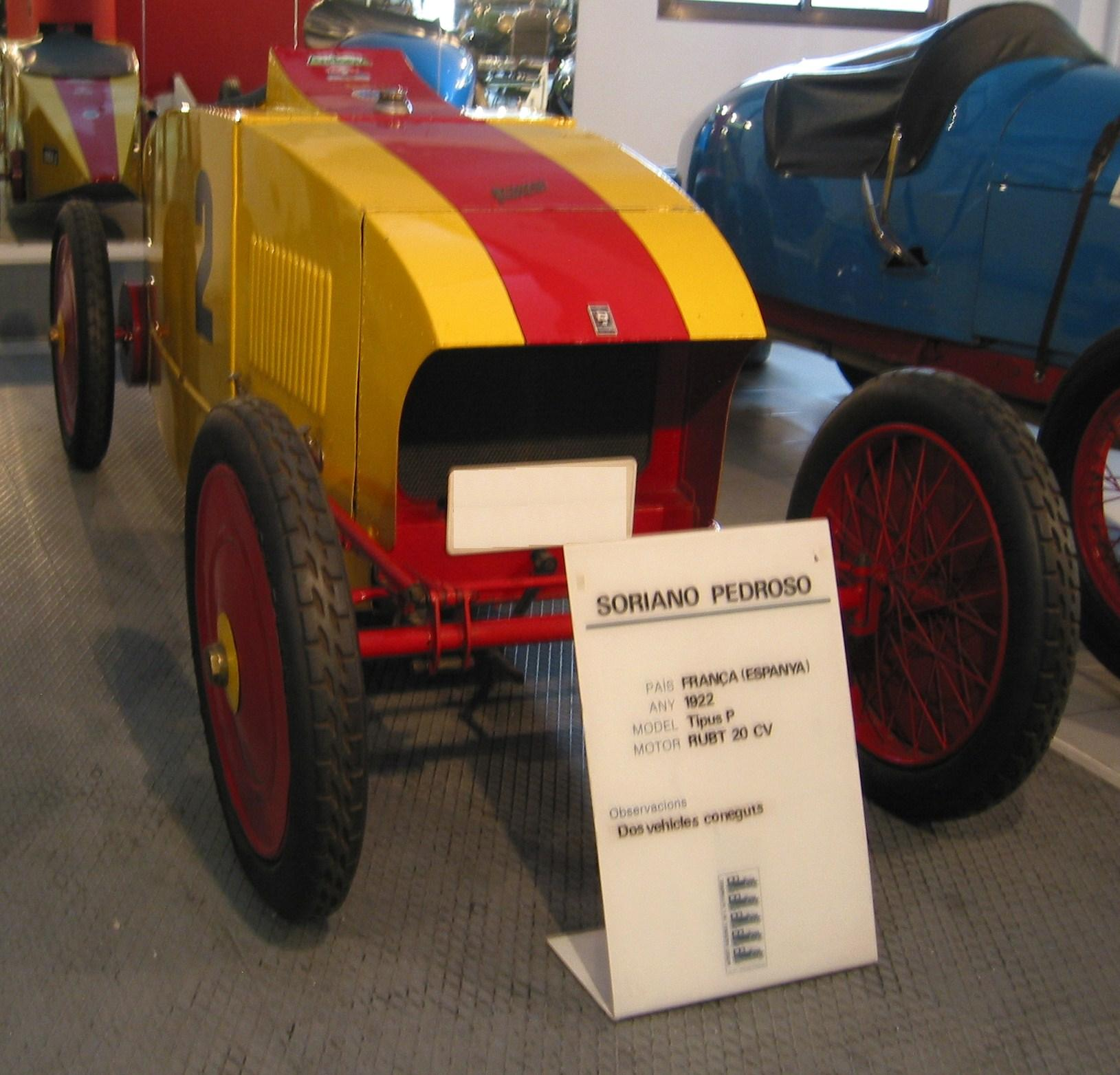
Soriano-Pedroso de 1922

En 1919 los aristócratas Ricardo Soriano y José Luis de Pedroso constituyeron la empresa Société des Automobiles Soriano-Pedroso, en Biarritz (Francia), lugar donde entonces residían.
Ricardo Soriano Scholtz von Hermensdorff, marqués de Ivanrey, era ingeniero, diseñador y proyectista de amplia experiencia. Junto con José Luis de Pedroso y Berghmans, marqués de San Carlos de Pedroso, y mucho antes de su asociación en Francia, ya tenían experiencia en el mundo del automóvil, puesto que habían importado automóviles en Barcelona, desde principios del siglo. Importaban principalmente automóviles franceses de segunda mano de las marcas Alcyon, Ariès, La Buire y Darracq, que después de revisarse eran puestos a la venta.
La producción propia de automóviles Soriano-Pedroso terminó en 1924. En ese año la sociedad pasó a pertenecer a la empresa Successeur de G. Salvetti trasladándose a Neuilly, cerca de París, estando así en activo hasta 1929.
Tras la guerra civil española, Ricardo Soriano regresó a España y fundó en 1941 la empresa R.Soriano S.A. que produciría distintos tipos de scooter, motocicletas y motocarros hasta 1951, teniendo éxito también con sus motores marinos.

## Modelos
La compañía produjo automóviles deportivos y de carreras bajo la insignia Soriano-Pedroso, y también algunos de calle. Los modelos originales estaban propulsados por motores Ballot de 1.131 y 1.590cc.
Los Soriano-Pedroso tenían una característica transmisión, con la caja de cambios separada del motor, situada hacia la mitad del coche, y unida al eje diferencial; desde aquí se transmitía el movimiento a cada rueda trasera a través de cadenas laterales. Los automóviles tenían unas buenas cualidades, que les permitían circular fácilmente por ciudad y también en otros terrenos, algo muy importante dado el estado de los caminos de aquellos tiempos.
A continuación construyeron un coche-bicicleta con motor Ruby de 902cc, diseñado especialmente para ofrecer la máxima resistencia a los accidentes del terreno con el mínimo desgaste. Su resistencia y su solidez, así como las diferentes y modernas soluciones adoptadas llamaron especialmente la atención del público. El hecho de ser algo más pesado que un “cyclecar” convencional le proporcionaba una mejor adherencia asegurando unos costes de mantenimiento muy razonables ya que consumía solo 8 litros de gasolina a los 100 kilómetros.
Diseñaron un prototipo con motor de ocho cilindros en línea, pero se carece de datos sobre su posible construcción.
Se conservan varias unidades de Soriano-Pedroso:
- uno de ellos es un “tipo torpedo” propiedad del coleccionista privado D. Ramón Magriña i Berga, coleccionista de Tarragona que posee una brillante colección de automóviles (Museo Telf. 977-628050),
- otra unidad se exhibe en el Museo Nacional del Automóvil de Andorra.[1]

## Competición
Los Soriano-Pedroso participaron en varias carreras, aunque con poca fortuna. En 1920 fue preparado un R.Soriano-Special para las 500 millas de Indianápolis, aunque parece ser que no llegó a participar, y en 1921 ocurrió algo parecido con las 200 millas de Brooklands.
También se sabe que fue preparado un prototipo con motor Ballot de 4 cilindros y 1944 cc (69x130mm) de doble árbol de levas en culata, denominado “2 litres Special”, para entrar en la categoría de carreras de hasta 2 litros.
La compañía francesa Jean Graff compró bastidores Soriano-Pedroso que, reequipados con motores CIME (Compagnie Industriel de Moteurs à Explosion) participaron en competición con esta nueva marca.